# Вальгау
Вальгау (нім. Wallgau) — громада в Німеччині, розташована в землі Баварія. Підпорядковується адміністративному округу Верхня Баварія. Входить до складу району Гарміш-Партенкірхен.
Площа — 33,96 км2. Населення становить 1531 ос. (станом на 31 грудня 2020).